# روبرت بورنس (دراج)
روبرت بورنس (بالإنجليزية: Robert Burns) هو دراج أسترالي، ولد في 17 يناير 1968.

## وصلات خارجية
- روبرت بورنس على موقع أوليمبيديا (الإنجليزية)